# Cortex parahippocampalis

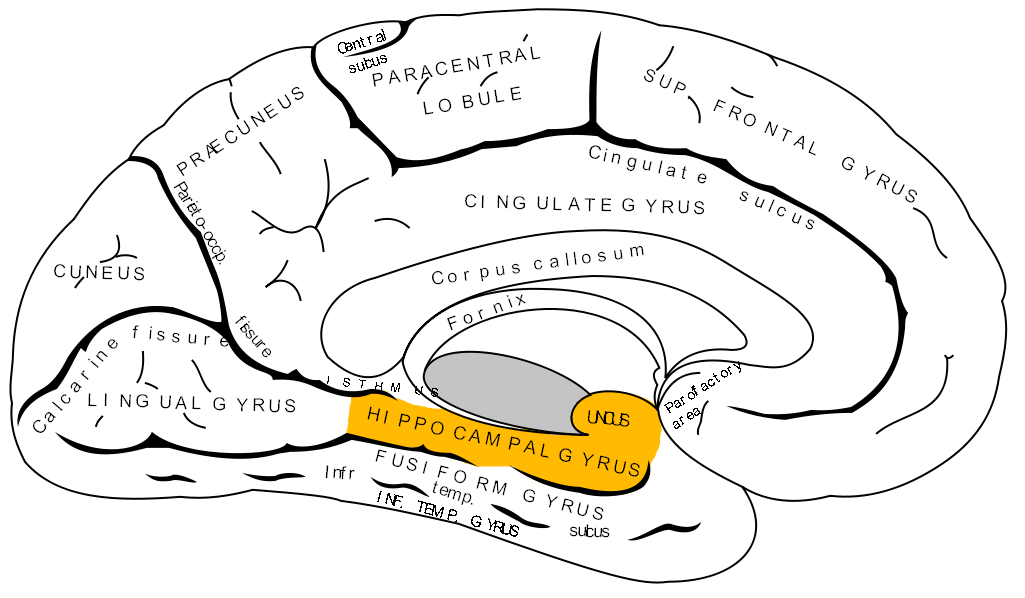
Gray's Fig. 727 - Mediaal oppervlak van de linkergrotehersenhelft (de gyrus parahippocampalis is onderaan zichtbaar boven de gyrus fusiformis)

De cortex parahippocampalis of parahippocampale schors omvat het achtergedeelte van de gyrus parahippocampalis en het mediale deel van de gyrus fusiformis. De cortex parahippocampalis is een schorsveld in de mediale temporale cortex bestaande uit grijze stof, dat de hippocampus omringt. Het gebied is belangrijk voor codering (=inprenting), opslag en mogelijk ook terugzoeken van informatie in het langetermijngeheugen. 

## beelden

Gyrus parahippocampalis. Achterste deel is de cortex parahippocampalis.